# Karvianjoki
Le fleuve de Karvia (en finnois : Karvianjoki) est un cours d'eau du Satakunta en Finlande,.

## Description
Le fleuve nait dans le lac Karvianjärvi au nord-est de Satakunta, puis il coule dans les directions sud et ouest.
Le fleuve coule à travers les lacs Kirkkojärvi, Kynäsjärvi, Inhottujärvi et Isojärvi et il 
traverse les municipalités de Karvia, Honkajoki et Kankaanpää et Pomarkku.
Le cours inférieur du Karvianjoki est constitué de nombreuses diffluences.
Le bras principal entre les deux lacs Inhottujärvi et Isojärvi est le Pomarkunjoki, au-dessous de l'Isojärvi le Merikarvianjoki, qui se jette au sud de Merikarvia dans la mer Baltique. L'estuaire le plus au sud porte les appellations Oravajoki, Noormarkunjoki et Eteläjoki et coule à Noormarkku.